# Callicostella caledonica
Callicostella caledonica är en bladmossart som beskrevs av Thériot 1908. Callicostella caledonica ingår i släktet Callicostella och familjen Hookeriaceae. Inga underarter finns listade i Catalogue of Life.